# لری (گربه)
لَری (به انگلیسی: Larry) (زادهٔ حدودِ ژانویهٔ ۲۰۰۷) یک گربهٔ اهلیِ بریتانیایی است که از سالِ ۲۰۱۱ میلادی در سِمَتِ موش‌گیرِ ارشدِ دفترِ کابینه در شمارهٔ ۱۰ خیابانِ داونینگ مشغول به کار بوده است − از نخست وزیریِ دیوید کامرون تا کی‌یر استارمر. هرچند شغلِ لری دستِ کم از قرنِ شانزدهمِ میلادی وجود داشته، او نخستین گربه‌ای است که به طورِ رسمی به این کار گمارده شده است. نخستین شکارِ شناخته‌شدهٔ لری یک موش بود که در ۲۲ آوریلِ ۲۰۱۱ کُشت. نخستین شکارش در منظرِ همگانی در ۲۸ اوتِ سالِ بعد بود که آن را مقابلِ خانهٔ شمارهٔ ۱۰ به زمین افکند.

## روابط با سیاست‌پیشگان و جانورانِ دیگر
هرچند گفته‌اند که لری نزدِ انسان‌ها ترس‌خورده می‌نماید، دیوید کامرون خبر داده که او با باراک اوباما دیدارِ دلپذیری داشته است. از دوستانِ لری یکی فریا، گربهٔ جرج آزبرن، رئیسِ خزانهٔ وقت، بوده است.
از درگیری‌های مشهورِ لری یکی در دسامبرِ ۲۰۲۰ بود که کبوتری را زمین زد (هرچند کبوتر توانست به سلامت از چنگش بگریزد)، و دیگر در اکتبرِ ۲۰۲۲ که روباهی را از محلّه بیرون راند.